# Lockheed C-141 Starlifter
Локгід C-141 «Старліфтер» (англ. Lockheed C-141 Starlifter) — американський військово-транспортний літак.

## Тактико-технічні характеристики

### Літно-технічні характеристики
- Силова установка — 4 ТРДД Пратт-Вітні (Pratt & Whitney) TF33-P-7.
- Тяга 4 × 9525 кН (4 × 21 000 фунтів).
- Крейсерська швидкість — 910 км/год (566 миль/год).
- Дальність польоту без дозаправки у повітрі з максимальним корисним вантажем — 4723 км (2935 миль).
- Вага:
  - спорядженого — 67 186 кг (148 120 фунтів);
  - максимальна злітна 155 582 кг (343 000 фунтів).
- Розмах крил 48,74 м (159 футів 11 дюймів)
- Довжина 51,29 м (168 футів 3,5 дюйми).
- Висота 11,96 м (39 футів 3 дюйми).
- Площа крила 299,88 м² (3228 кв. футів).

## Транспортні характеристики
Корисне навантаження:
- 154 військовослужбовці, або
- 123 повністю екіпіровані парашутисти, або
- 80 нош для поранених та сидінь для 16 супроводжуючих.

Люки для десантування розташовані у задній частині кабіни.
Вантажі завантажуються через двостулкові двері та вантажна апарель у задній частині фюзеляжу.

## Галерея

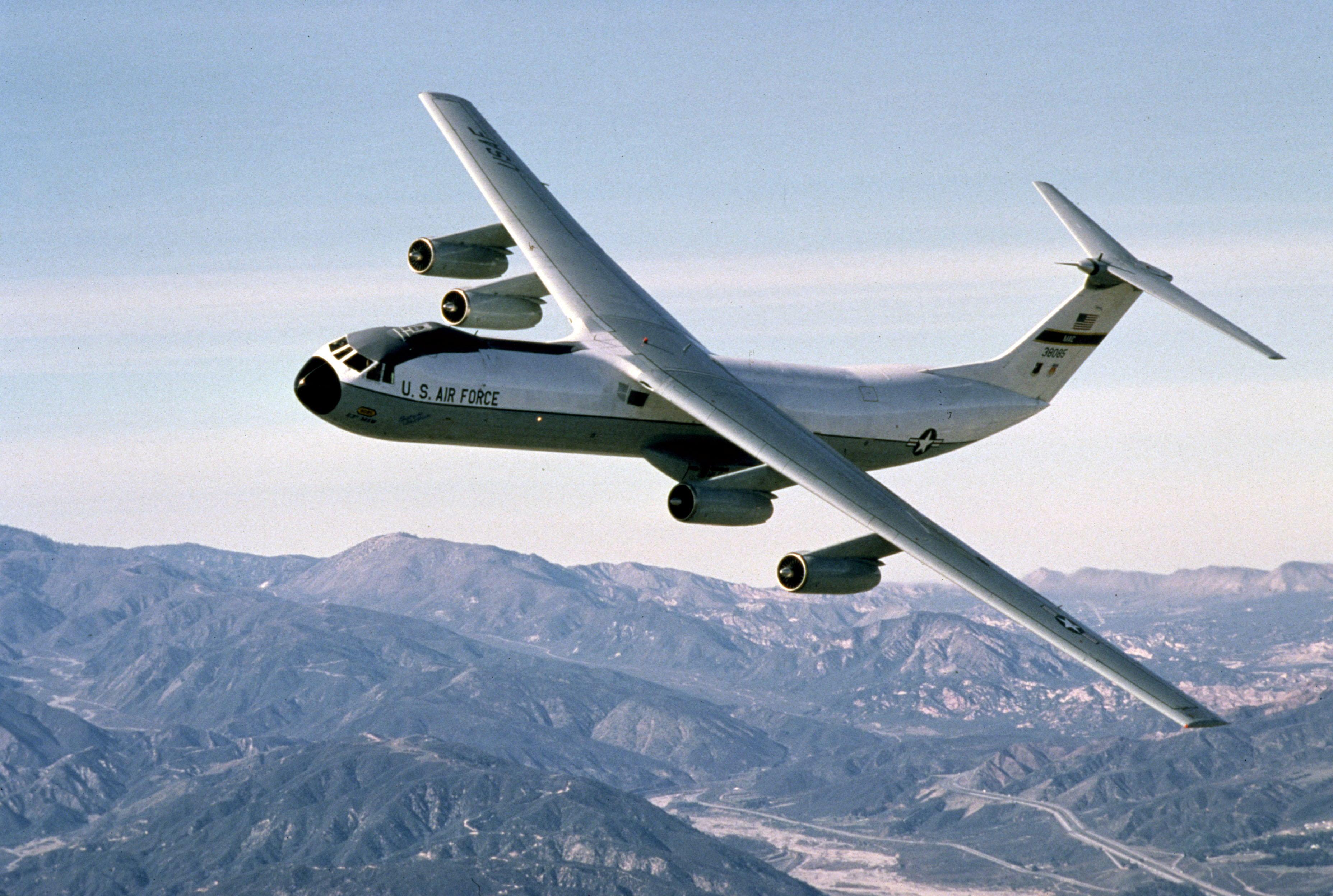
Транспортний літак С-141 на польоті. 1984
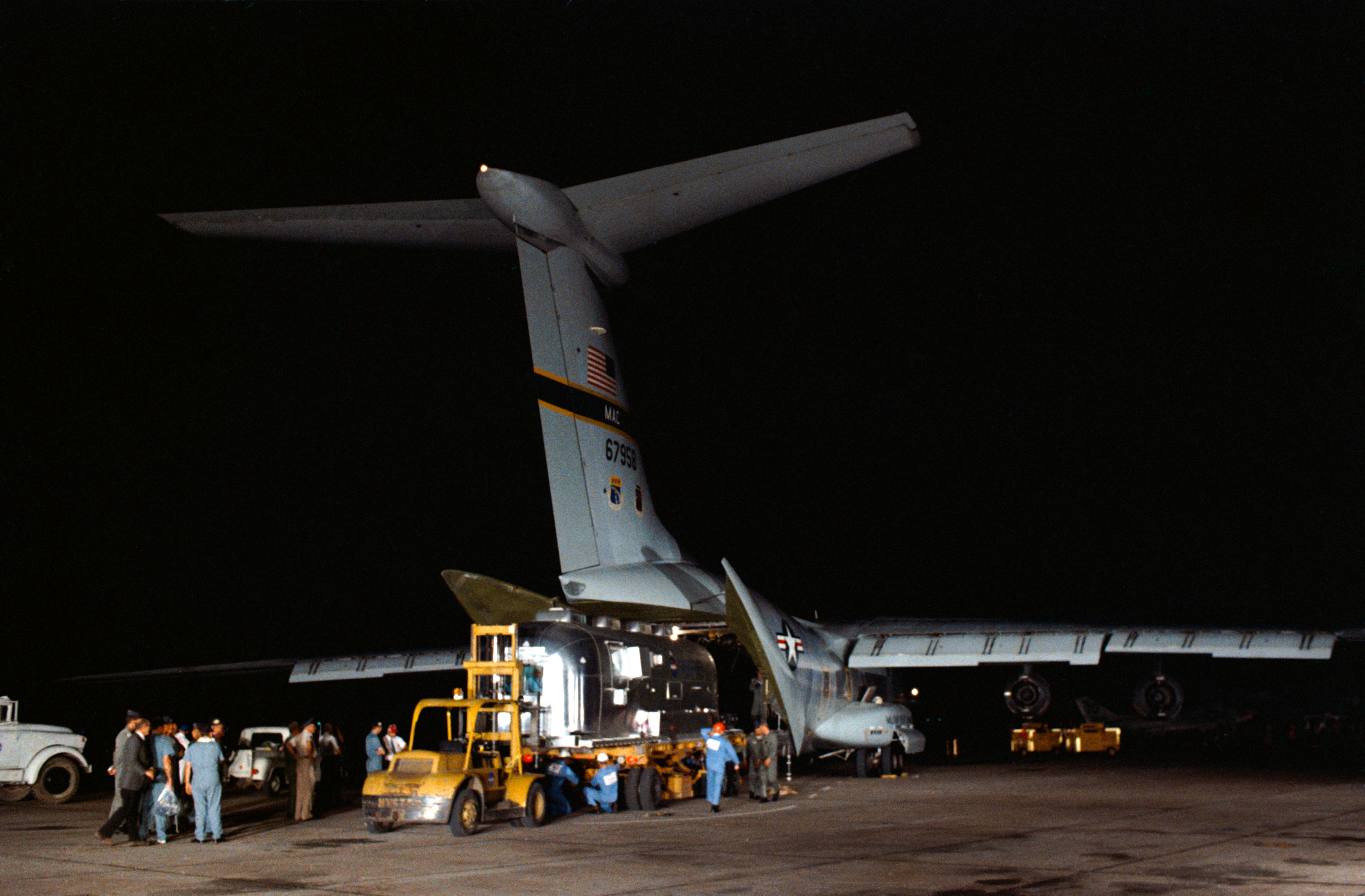
Завантаження «Аполлон-11» на борт військово-транспортного літака С-141. 27 липня 1969
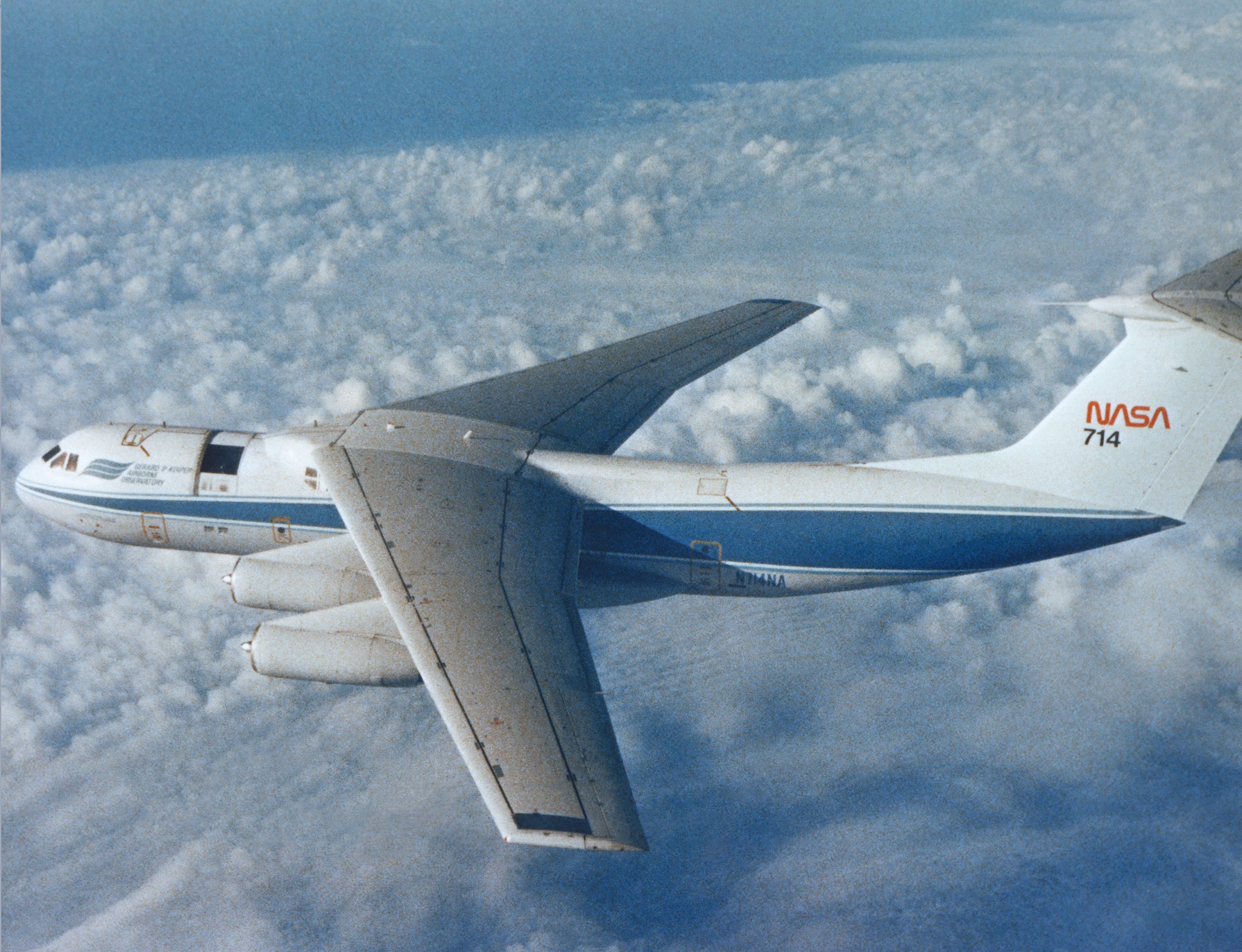
С-141А КАО НАСА
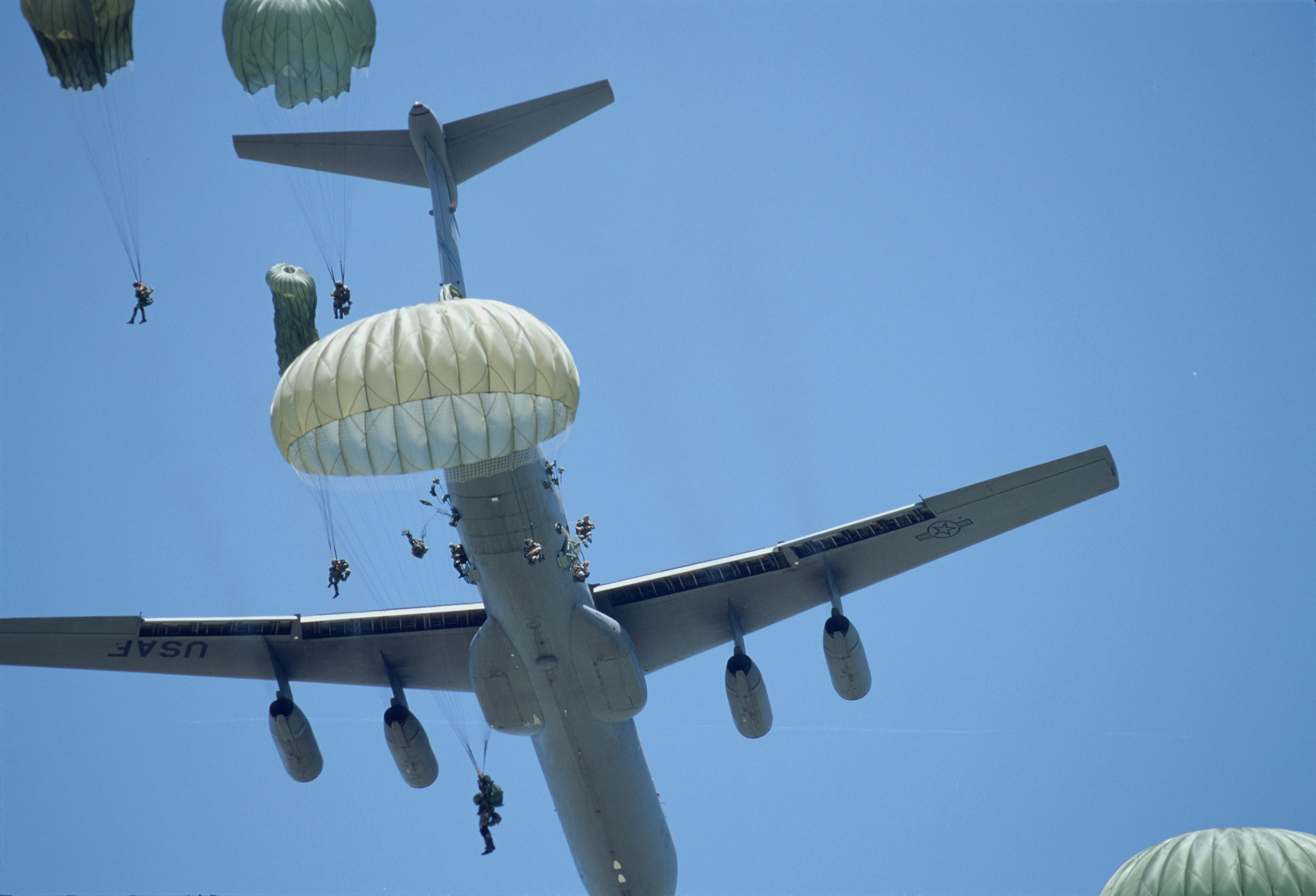
Десантники 82-ї дивізії на десантуванні з С-141. Червень 2000
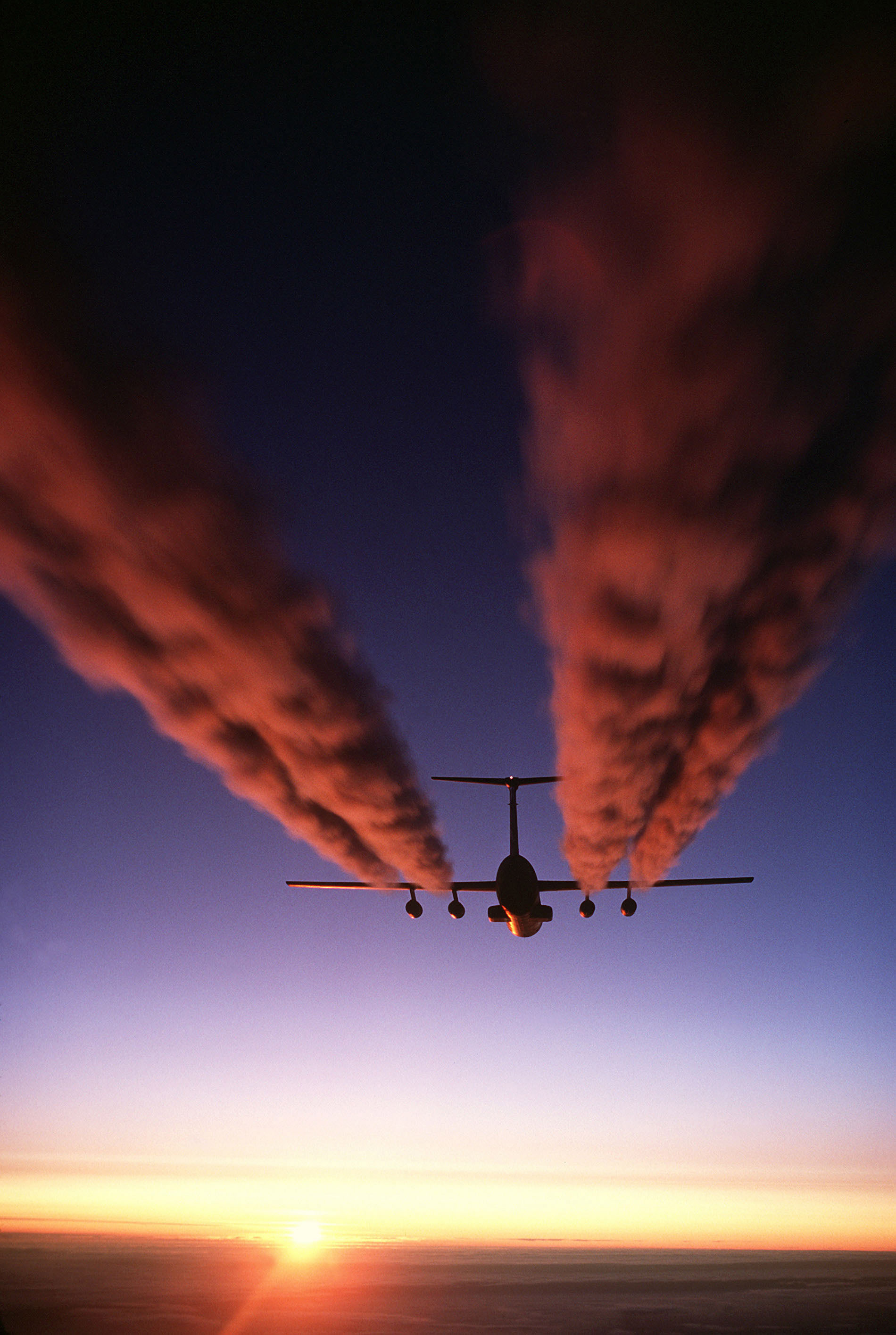
Конденсаційний слід від літака Локгід С-141 Старліфтер у небі над Антарктикою.
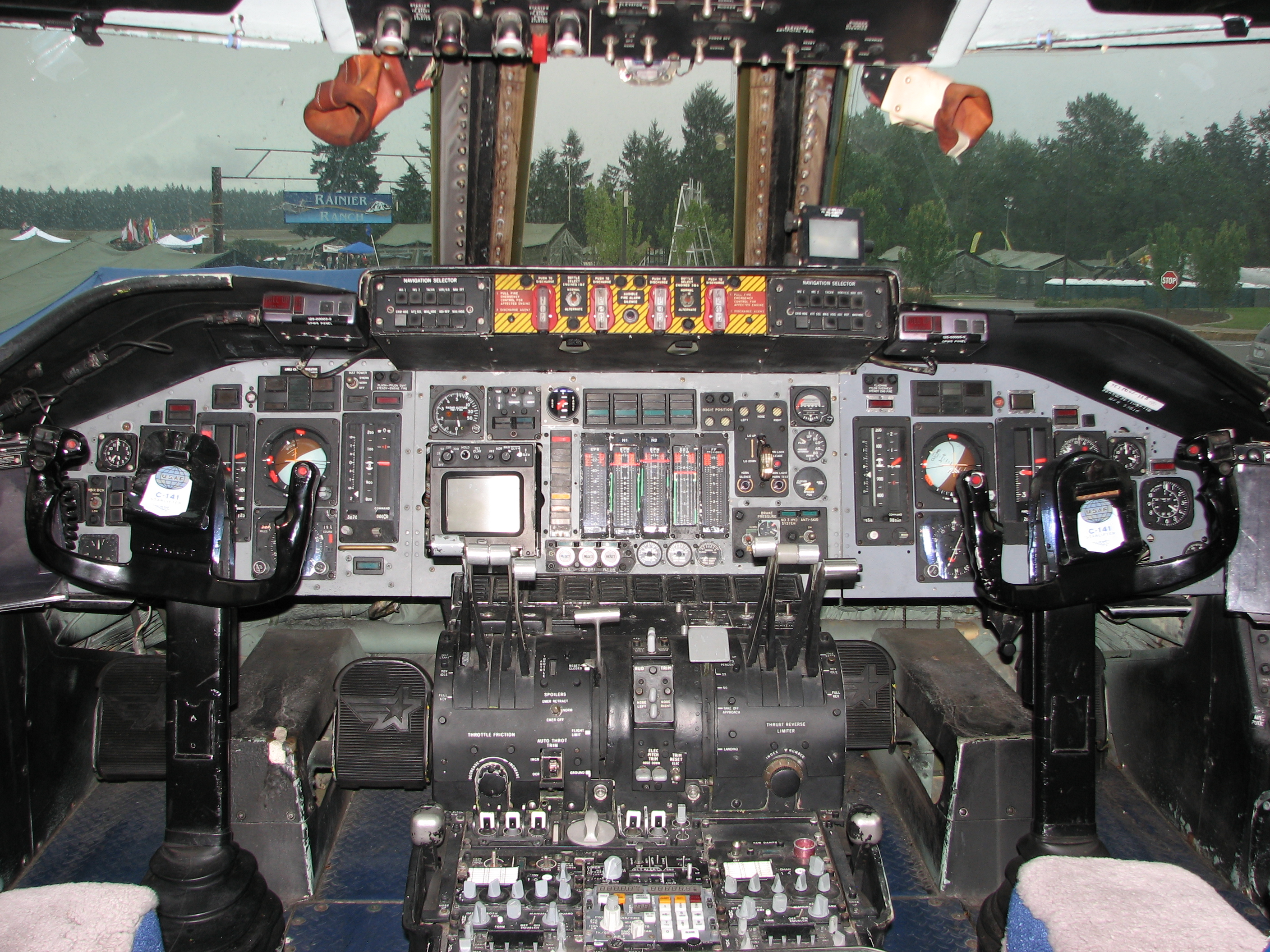
Кабіна літака
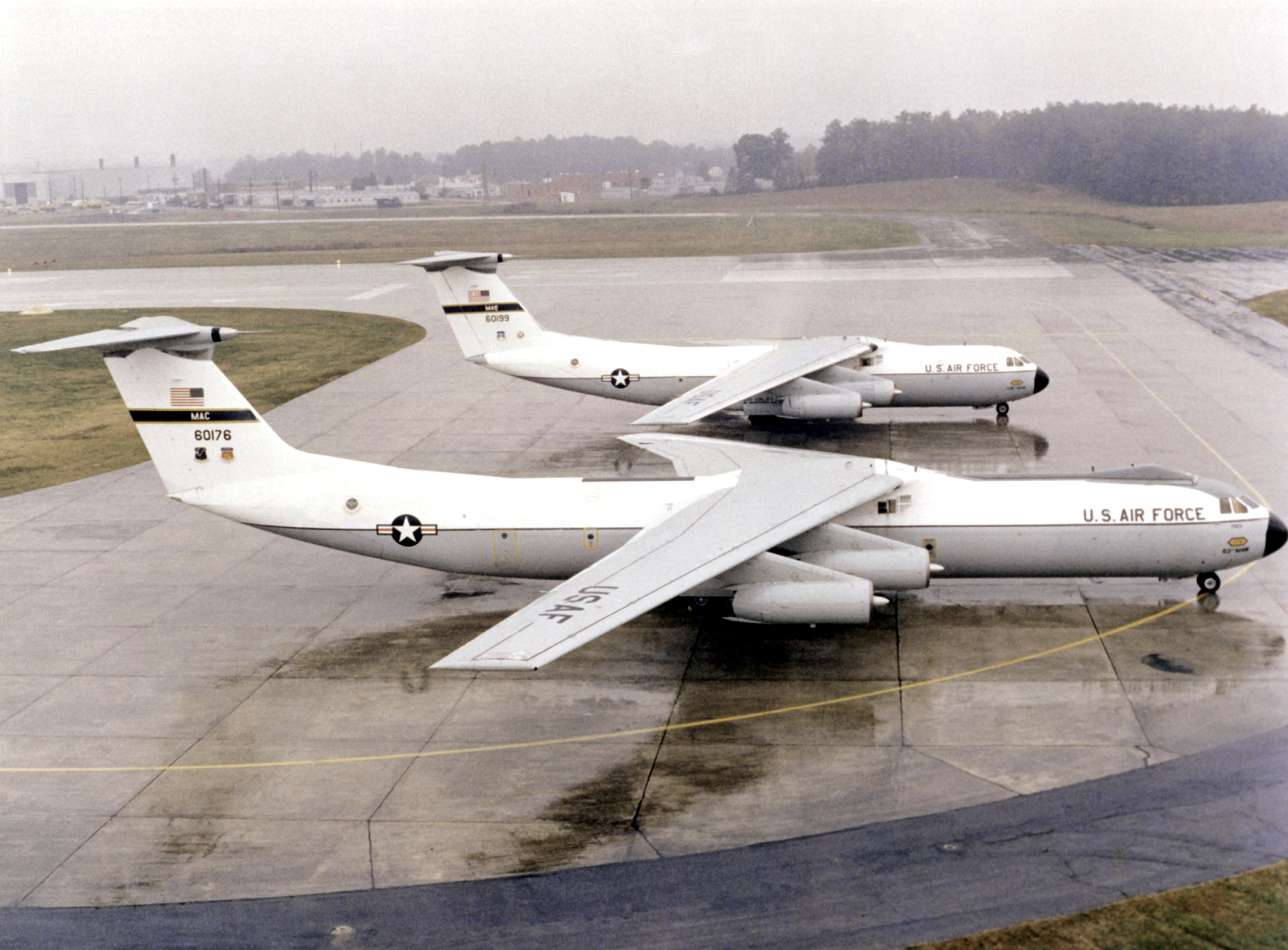
Порівняння С-141А з С-141В (на передньому плані)